# Chlorogalum grandiflorum
Chlorogalum grandiflorum är en sparrisväxtart som beskrevs av Robert Francis Hoover. Chlorogalum grandiflorum ingår i släktet Chlorogalum och familjen sparrisväxter. Inga underarter finns listade i Catalogue of Life.